# Ștorobăneasa
Ştorobăneasa é uma comuna romena localizada no distrito de Teleorman, na região de Muntênia. A comuna possui uma área de 91.48 km² e sua população era de 3372 habitantes segundo o censo de 2007.